# O Liberal (grupo)
O Liberal é um grupo empresarial português de comunicação social, sediado em Câmara de Lobos, Madeira. É atualmente presidido por Edgar R. Aguiar.
É responsável pelas seguintes publicações: Tribuna da Madeira (semanário de notícias), Revista Fiesta! (revista mensal sobre a atualidade social), Saber Madeira (revista mensal de informação) e a Editora O Liberal (editora). Foi também a empresa responsável pela publicação do primeiro diário de distribuição gratuita na região, o Diário Cidade.